# Saralandż (Lorri)
Saralandż – wieś w Armenii, w prowincji Lorri. W 2011 roku liczyła 188 mieszkańców.